# Longueville (Calvados)
Longueville ist eine französische Gemeinde im Département Calvados in der Region Normandie (vor 2016 Basse-Normandie) mit 286 Einwohnern (Stand 1. Januar 2022). Sie gehört zum Arrondissement Bayeux und zum Kanton Trévières. Die Einwohner werden Longuevillais genannt.

## Geografie
Longueville liegt etwa 30 Kilometer westnordwestlich von Bayeux. Umgeben wird Longueville von den Nachbargemeinden Deux-Jumeaux im Norden und Nordwesten, Asnières-en-Bessin im Norden und Nordosten, Écrammeville im Osten, Colombières im Süden und Südwesten sowie Canchy im Westen.
Durch die Gemeinde führt die Route nationale 13.

## Bevölkerungsentwicklung
| 1962                       | 1968 | 1975 | 1982 | 1990 | 1999 | 2006 | 2019 |
| -------------------------- | ---- | ---- | ---- | ---- | ---- | ---- | ---- |
| 370                        | 308  | 272  | 251  | 239  | 237  | 252  | 274  |
| Quellen: Cassini und INSEE |      |      |      |      |      |      |      |

## Sehenswürdigkeiten
- Kirche Saint-Manvieu, 1950 wieder errichtet
- Schloss Magdeleine, 1776–1777 erbaut

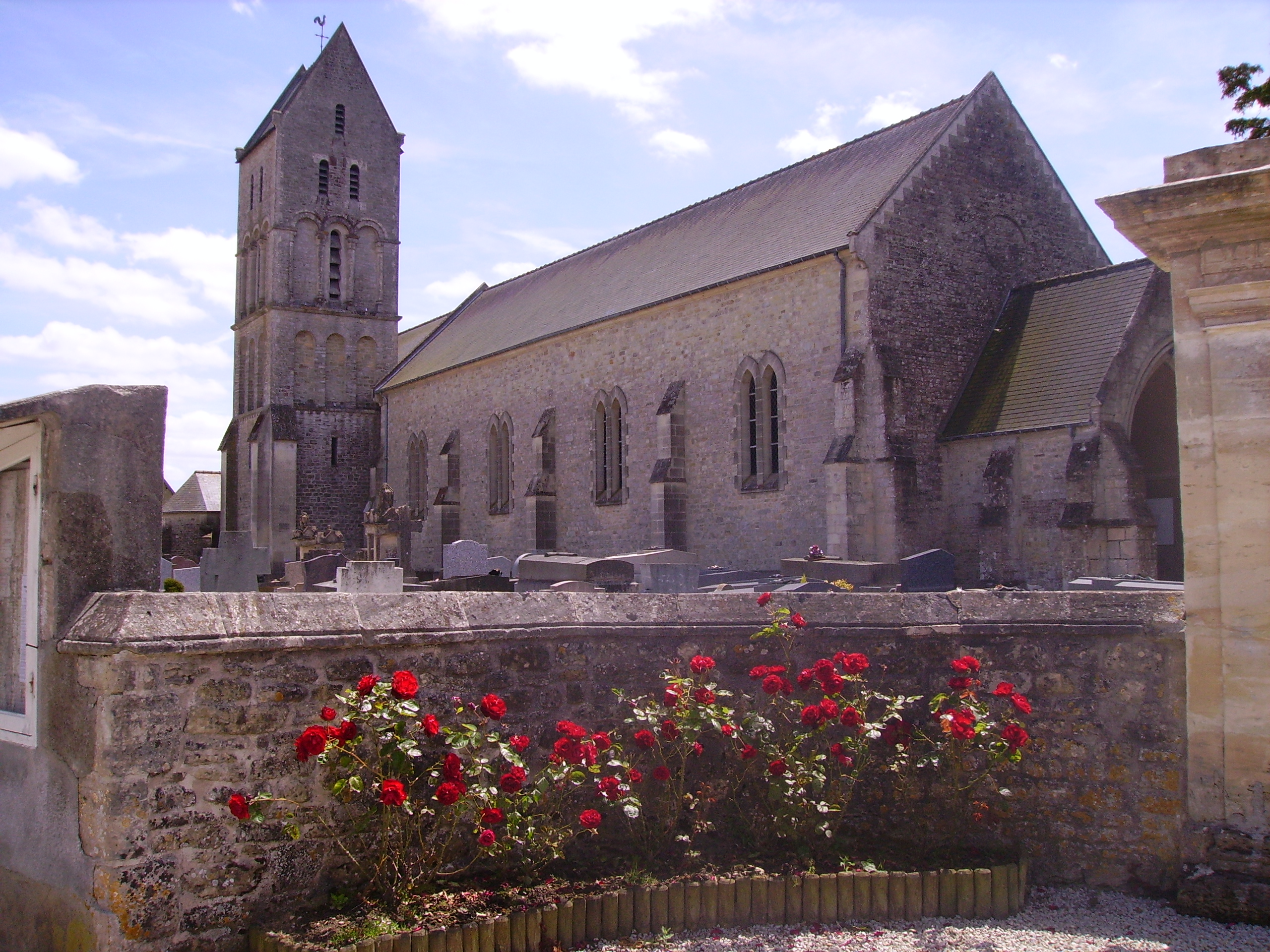
Kirche Saint-Manvieu
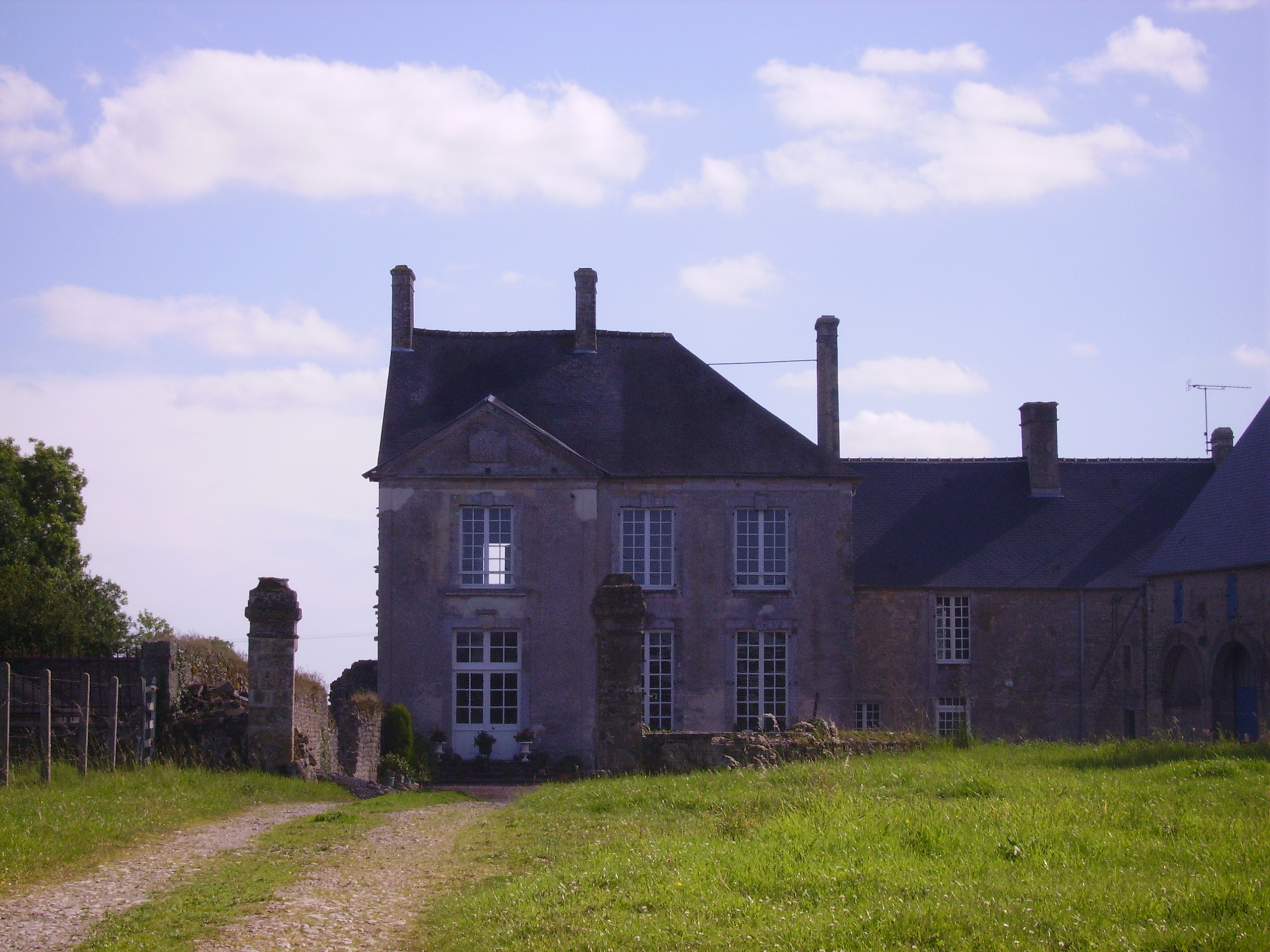
Schloss Magdeleine